# Epistenia imperialis
Epistenia imperialis is een vliesvleugelig insect uit de familie Pteromalidae. De wetenschappelijke naam is voor het eerst geldig gepubliceerd in 1857 door Smith.